# Mountain Pine
Mountain Pine é uma cidade localizada no estado americano de Arkansas, no Condado de Garland.

## Demografia
Segundo o censo americano de 2000, a sua população era de 772 habitantes.
Em 2006, foi estimada uma população de 843, um aumento de 71 (9.2%).

## Geografia
De acordo com o United States Census Bureau, a localidade tem uma área de 4,5 km², sem área coberta por água. Mountain Pine localiza-se a aproximadamente 149 m acima do nível do mar.

## Localidades na vizinhança
O diagrama seguinte representa as localidades num raio de 24 km ao redor de Mountain Pine.